# Hrabstwo Tyrrell
Hrabstwo Tyrrell (ang. Tyrrell County) – hrabstwo w stanie Karolina Północna w Stanach Zjednoczonych.

## Geografia
Według spisu z 2000 roku obszar całkowity hrabstwa obejmuje powierzchnię 600 mil2 (1553,99 km²), z czego  390 mil2 (1010,1 km²) stanowią lądy, a 210 mil2 (543,9 km²) stanowią wody. Według szacunków United States Census Bureau w roku 2012 miało 4338 mieszkańców. Jego siedzibą administracyjną jest Columbia.

### Sąsiednie hrabstwa
- Hrabstwo Washington (zachód)
- Hrabstwo Dare (wschód)
- Hrabstwo Hyde (południe)